# Bobby Campbell
Robert McFaul "Bobby" Campbell (Belfast, 13 de setembro de 1956 - 15 de novembro de 2016) foi um futebolista norte-irlandês que atuava como atacante.

## Carreira
Bobby Campbell fez parte do elenco da Seleção Norte-Irlandesa de Futebol, da Copa do Mundo FIFA de 1982.